# هنري بارد
هنري بارد (بالفرنسية: Henri Bard)‏ هو لاعب كرة قدم ومهندس معماري فرنسي، ولد في 29 أبريل 1892 في 2nd arrondissement of Lyon ‏ في فرنسا، وتوفي في 26 يناير 1951 في الدائرة السابعة في باريس في فرنسا. شارك مع منتخب فرنسا لكرة القدم. أما مع النوادي، فقد لعب مع باريس تشارينتون وراسينغ كولومب ونادي سيرفيت.

## وصلات خارجية
- هنري بارد على موقع قاعدة بيانات كرة القدم.إي يو (الإنجليزية)
- هنري بارد على موقع ناشيونال فوتبول تيمز (الإنجليزية)
- هنري بارد على موقع أوليمبيديا (الإنجليزية)